# Інститут космічної техніки
Інститут космічних технологій (урду ادارہ خلائی ٹیکنالوجی, англ. Institute of Space Technology, IST) — державний університет в Ісламабаді, столиці Пакистану, діяльність якого зосереджена на вивченні астрономії, аерокосмічної техніки, авіоніки, інформатики, штучного інтелекту, науки про дані та космонавтики.
Заснований в 2002 році під егідою Комісії з дослідження космосу та верхніх шарів атмосфери (SUPARCO). Розташований на кампусі площею 2,3 км2 на околиці Ісламабаду. Це один із найкращих закладів вищої освіти Пакистану за рейтингом Комісії з вищої освіти.

## Освітні програми
Дисципліни та освітні програми, які пропонує Інститут космічних технологій, наведені нижче. Звичайна тривалість бакалаврської та магістерської програм становить 4 та 2 роки відповідно.
| Дисципліна                               | Рівень програми | Рівень програми | Рівень програми |
| Дисципліна                               | Бакалавр        | Магістр         | Ph.D.           |
| ---------------------------------------- | --------------- | --------------- | --------------- |
| Аерокосмічна техніка                     | Green tick      | Green tick      | Green tick      |
| Авіаційна інженерія                      | Green tick      |                 |                 |
| Електрична інженерія                     | Green tick      | Green tick      | Green tick      |
| Матеріалознавство                        | Green tick      | Green tick      | Green tick      |
| Біотехнологія                            | Green tick      |                 |                 |
| Механічна інженерія                      | Green tick      | Green tick      | Green tick      |
| Комп'ютерні науки                        | Green tick      | Green tick      |                 |
| Штучний інтелект                         | Green tick      |                 |                 |
| Наука про дані                           | Green tick      |                 |                 |
| Космічні науки                           | Green tick      | Green tick      | Green tick      |
| Астрономія й астрофізика                 |                 | Green tick      | Green tick      |
| Супутникові системи глобальної навігації |                 | Green tick      |                 |
| Дистанційне зондування                   |                 | Green tick      |                 |
| Навколишнє середовище й кліматологія     |                 | Green tick      |                 |
| Математика                               | Green tick      | Green tick      | Green tick      |
| Фізика                                   | Green tick      | Green tick      |                 |

## Підрозділи
В інституті працюють такі підрозділи:
- Аеронавтика та космонавтика[7]
- Електротехніка[8]
- Інформатика
- Прикладна математика та статистика[9]
- Матеріалознавство та інженерія[10]
- Машинобудування[11]
- Космічна наука[12]
- Національний центр дистанційного зондування та геоінформатики[13]
- Гуманітарні науки та науки[14]
- Авіоніка інженерія[15]

## Участь в космічній програмі
Інститут космічних технологій 21 листопада 2013 року запустив перший пакистанський супутник системи CubeSat під назвою ICUBE-1. Запуск здійснила українська ракета-носій «Дніпро» з російського космодрому Ясний.
Потім інститут спільно з Шанхайським університетом Цзяо Тонг працював над місячним супутником ICUBE-Q, який зрештою був запущений 3 травня 2024 року разом з китайською місячною місією Чан'е-6.